# Pawłysz
Pawłysz (ukr. Павлиш) – osiedle typu miejskiego na Ukrainie, w obwodzie kirowohradzkim, w rejonie aleksandryjskim, w hromadzie Onufrijiwka. W 2001 liczyło 4882 mieszkańców, wśród których 4593 wskazało jako ojczysty język ukraiński, 235 rosyjski, 16 mołdawski, 1 węgierski, 6 białoruski, 24 ormiański, 1 grecki, a 6 inny.